# Adelheid von Beuchlingen
Adelheid von Beuchlingen (auch Adelheid von Beichlingen) OCist (* 13. oder 14. Jahrhundert; † 15. März 1348) war eine deutsche Zisterzienserin und von 1336 bis 1338 Äbtissin des Zisterzienser-Klosters Lichtenthal.

## Leben
Adelheid, Gräfin von Beuchlingen, auch Adelheid von Beichlingen war zwischen 1336 und 1338 die 10. Äbtissin des Klosters Lichtenthal. Es wird zwar auch das Jahr 1348 als Ende ihrer Regierungszeit in Lichtenthal als Äbtissin angegeben, jedoch ist ihre Nachfolgerin Agnes von Baden bereits urkundlich ab dem 22. August 1338 nachgewiesen. Es wird davon ausgegangen, dass Adelheid von Beuchlingen 1338 zwar nominell resigniert hat, allerdings wohl noch bis zu ihrem Tod am 15. März 1348 eine beherrschende oder gar mitregierende Stellung innerhalb des Klosters hatte. Weiterhin wird angenommen, dass es bei Adelheid von Beichlingen in der Vergangenheit zu einer Verwechslung mit Margarete von Vaihingen gekommen ist, denn sie soll die zweite Ehefrau des Markgrafen Friedrich II. von Baden gewesen sein und nicht sie selbst. Die ihr demzufolge noch in mehreren Quellen zugeschriebenen Töchter, die 11. Äbtissin von Lichtenthal Agnes von Baden († 1361), sowie die Ordensfrauen Irmengard und Maria von Baden „wären“ aufgrund dieser Verwechslung demnach nicht ihre eigenen Töchter, sondern die des Markgrafen Friedrich II. und dessen Ehefrau Margarete von Vaihingen.